# Geocrinia alba
Geocrinia alba är en groddjursart som beskrevs av Grant Wardell-Johnson och Roberts 1989. Geocrinia alba ingår i släktet Geocrinia och familjen Myobatrachidae. IUCN kategoriserar arten globalt som akut hotad. Inga underarter finns listade i Catalogue of Life.